# Grosio
Grosio (Gröss in dialetto valtellinese) è un comune italiano di 4 265 abitanti della provincia di Sondrio in Lombardia, che sorge allo sbocco della Val Grosina.

## Storia
Il popolamento nella zona risale all'età del bronzo ed è testimoniato dal maggior monumento archeologico valtellinese: la Rupe Magna. Come nella più famosa e vicina Valcamonica anche qui troviamo delle incisioni rupestri.
Durante il Medioevo il paese fu feudo dei Venosta. Testimonianze di questo periodo sono i due castelli che sovrastano gli abitati di Grosio e Grosotto, costruiti con funzioni sia difensive sia di avvistamento:
- il primo, detto di San Faustino (o castello vecchio),[7] si trova sopra Grosotto[7] ed è di fondazione vescovile;
- il secondo, detto castello nuovo[7] o dei Visconti, si trova sopra Grosio e risale invece al periodo delle lotte tra guelfi e ghibellini (seconda metà del XIII secolo[7]).

Durante il Seicento il paese ebbe frequenti contatti con la Repubblica di Venezia. Molti grosini si recavano nella Serenissima per lavoro o come soldati. Il costume tipico del paese, diverso dagli altri della zona, viene fatto risalire a questo periodo e a questi contatti. Secondo le leggende (non confermate però da documenti d'archivio) deriverebbe da quello di schiave circasse, balcaniche od ottomane, comperate e poi sposate dagli abitanti di Grosio che si erano trasferiti come emigranti a Venezia. A queste origini risalirebbe anche il costume tipico delle donne, "costume tipico dai colori vivaci, dalle scollature profonde, dai gioielli, dai fiocchi di seta e dai cappelli con piume di struzzo", che molte grosine anziane continuano a indossare.
Questa tenuta è arricchita da peculiari orecchini, detti in lingua locale urecìn di bròchi, "orecchini d'oro, ad anello con una borchia, che vengono portati dalle donne di Grosio. Possono essere lisci o in filigrana e, fino agli inizi di questo secolo [XX], provenivano direttamente da Venezia. Alla lettera "orecchini con le bullette", detti anche urecìn cun la bròca".
Secondo la tradizione, le donne circasse e straniere importarono la coltivazione del grano saraceno, che poi da Grosio (ma anche da Teglio) si diffuse in Valtellina; ancora oggi base per la preparazione dei pizzoccheri valtellinesi.
Un'importante testimonianza artistica è la villa Visconti Venosta, ora sede del museo comunale.
Nel Cinquecento Grosio diede anche i natali a uno dei più noti pittori locali, Cipriano Valorsa. Altri personaggi di origine grosina furono Emilio Visconti-Venosta, ministro degli esteri del Regno d'Italia e suo fratello Giovanni, autore di Ricordi di gioventù e del poemetto satirico Il prode Anselmo.

## Monumenti e luoghi d'interesse

### Siti archeologici

#### Parco delle Incisioni rupestri di Grosio e Grosotto

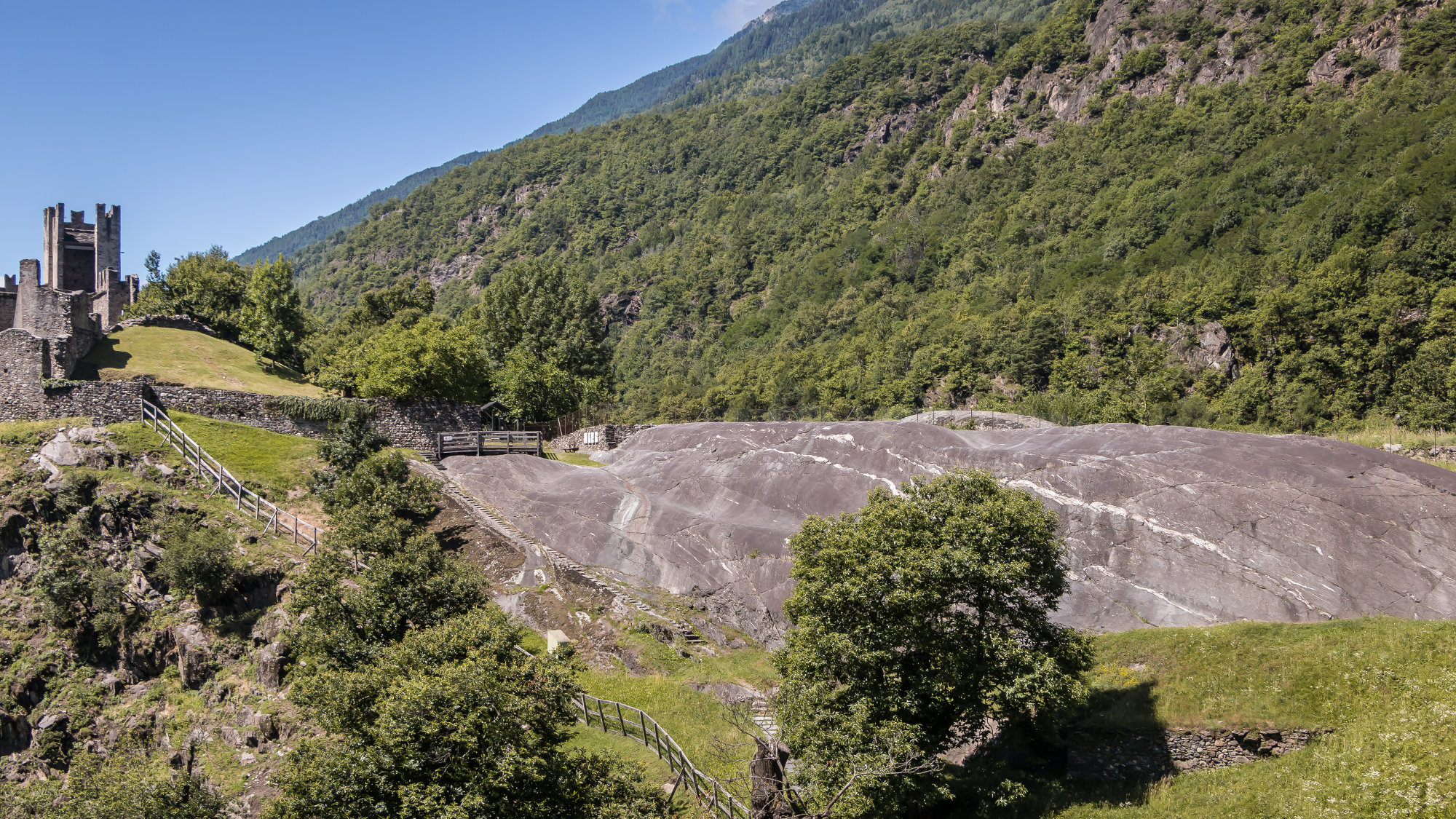
La Rupe Magna
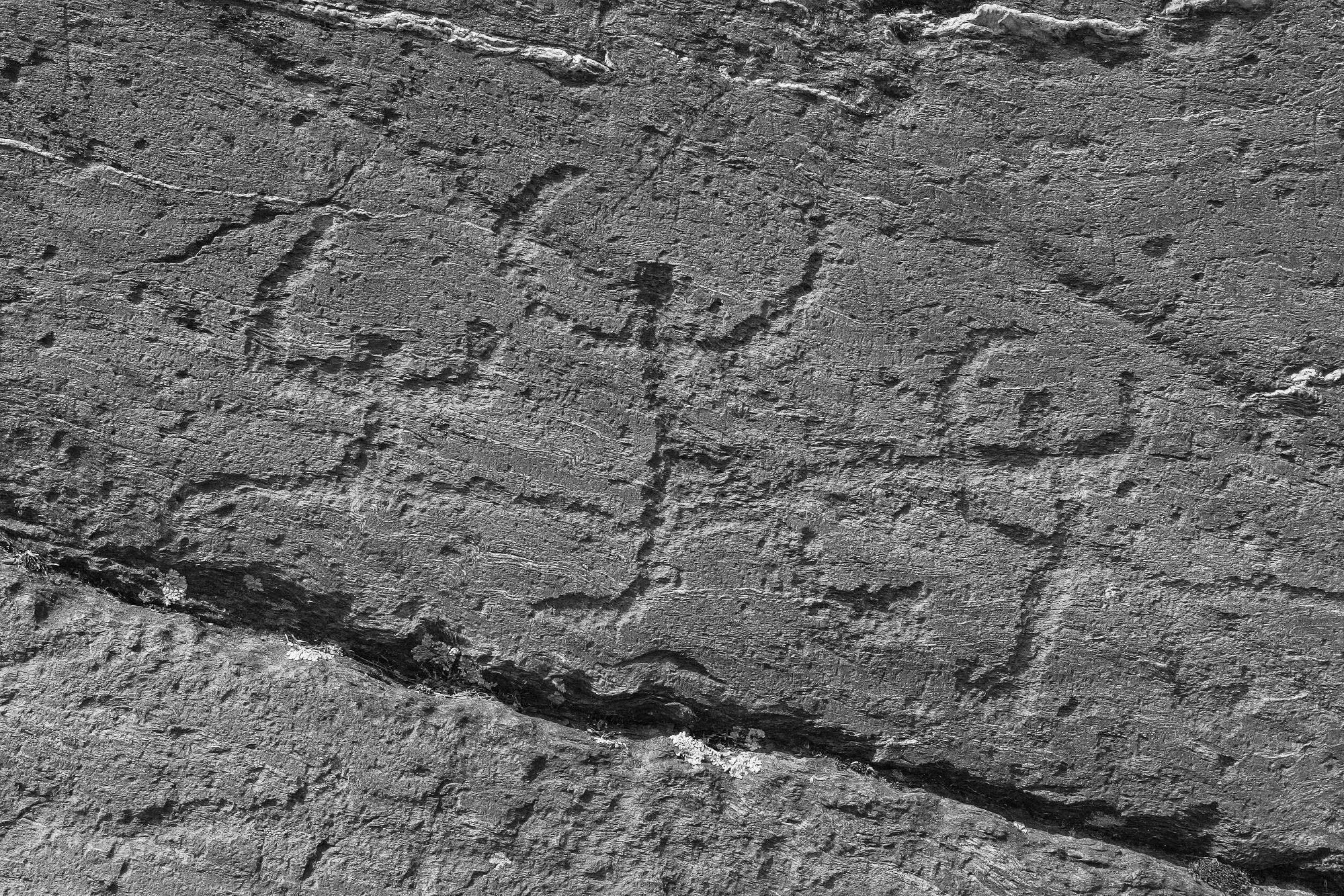
Incisioni sulla Rupe Magna
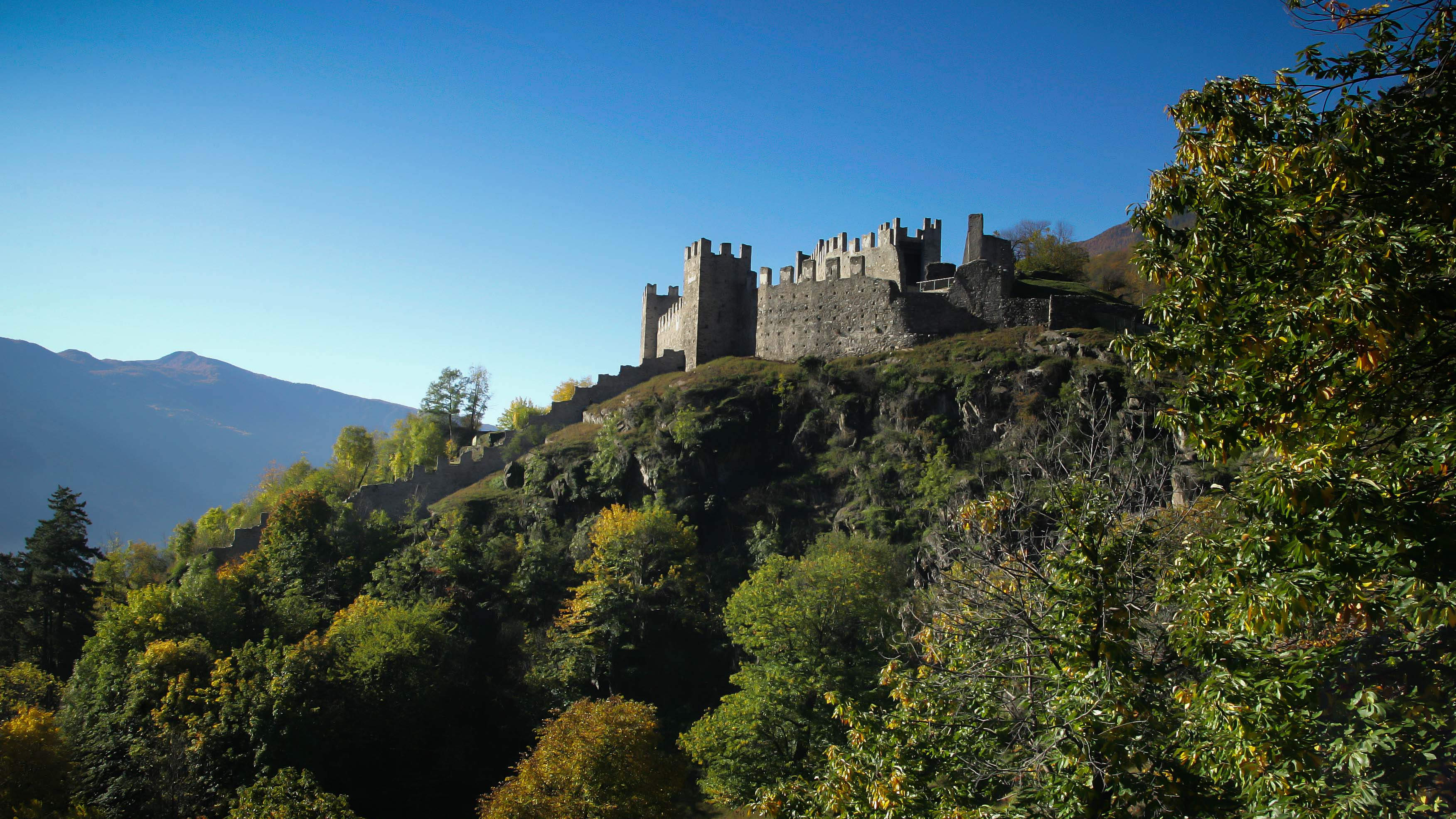
Castello Nuovo (Visconteo)

### Architetture religiose

#### Parrocchiale di San Giuseppe e chiesa di San Giorgio

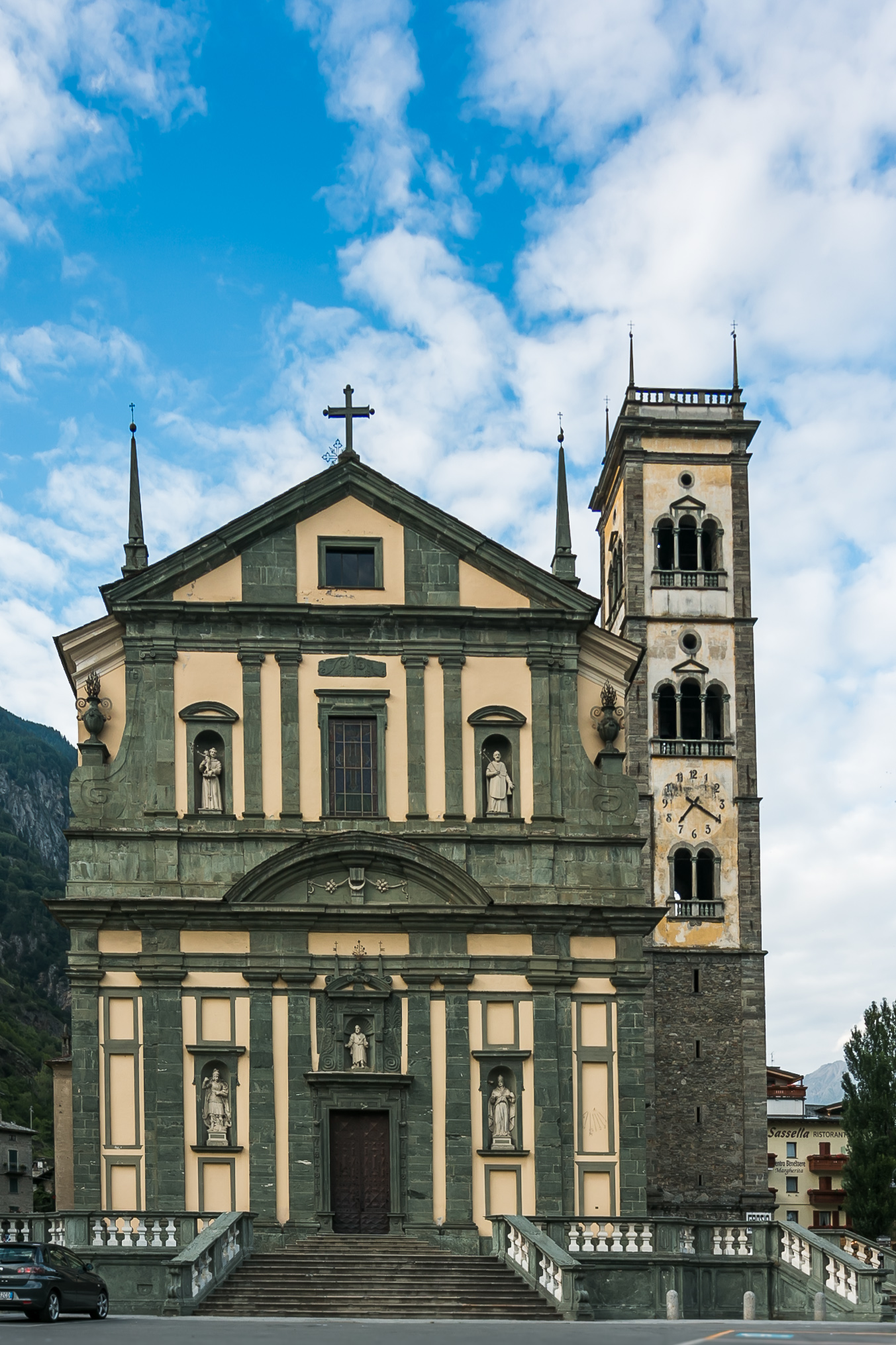
Facciata di San Giuseppe
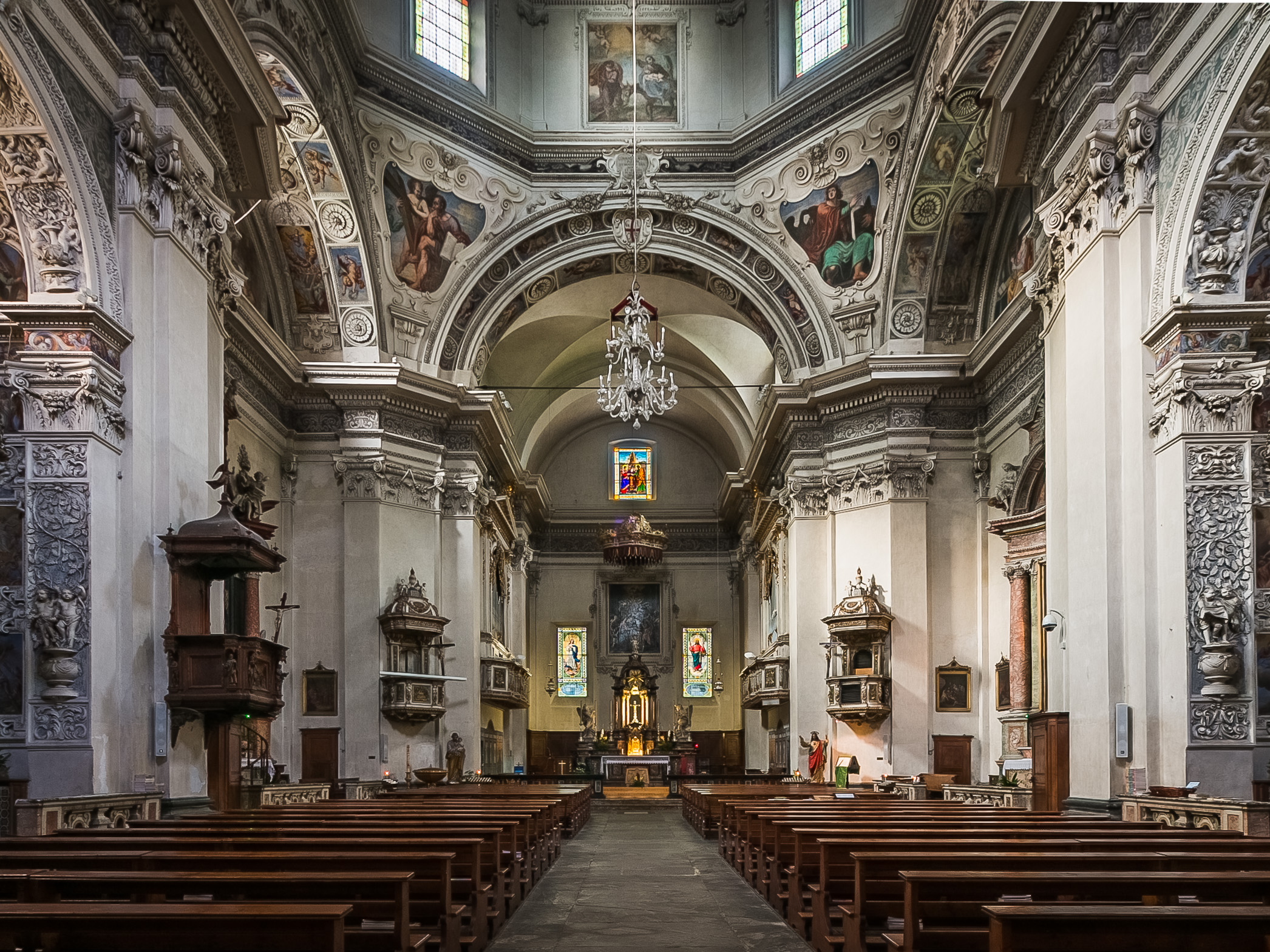
Interno di San Giuseppe
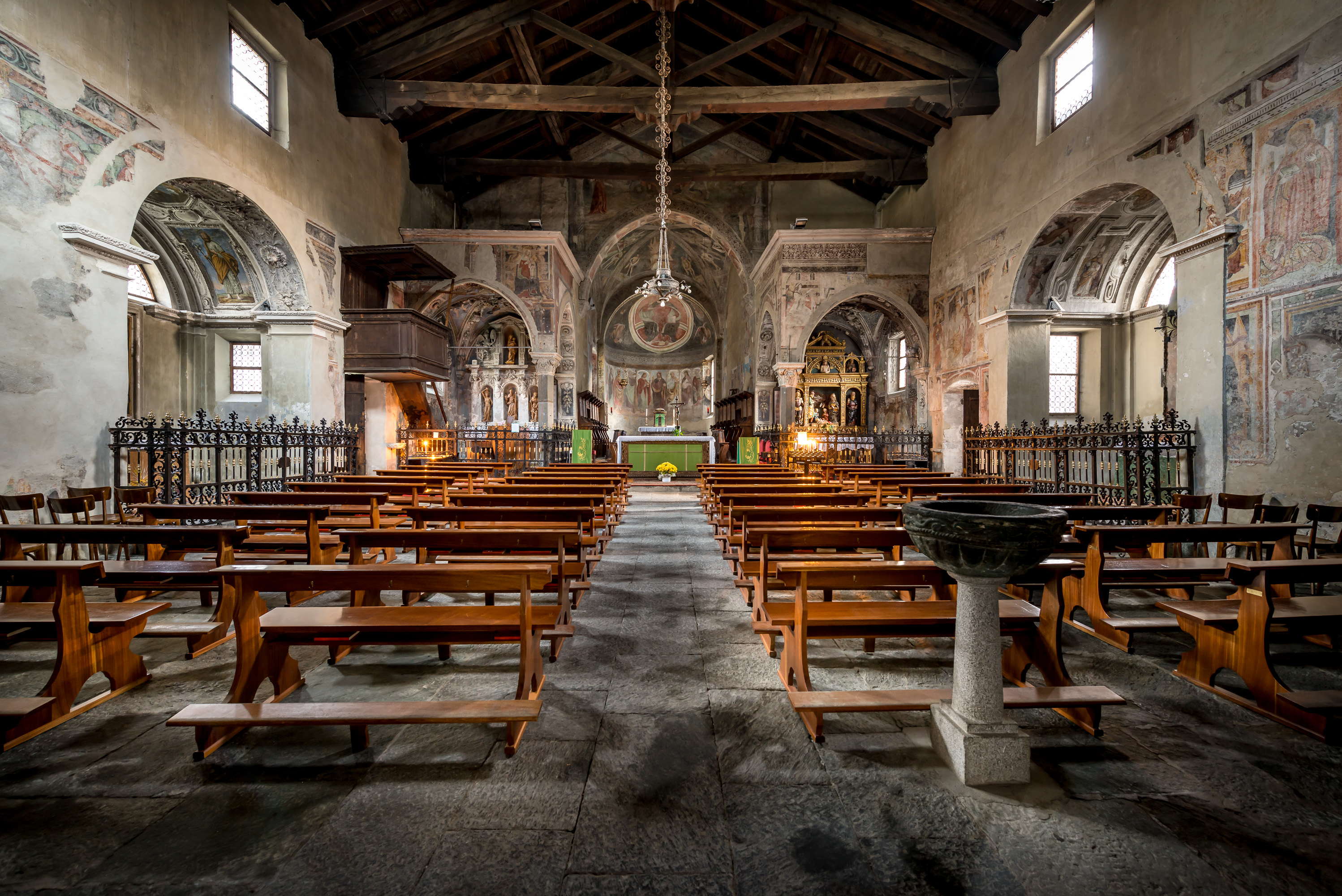
Interno di San Giorgio

La chiesa di San Giorgio ospita un'ancona in legno del 1494, dipinta da Andrea Passeri.

#### Altre architetture religiose
- Chiesa di Sant'Antonio, a Biancardino
- Chiesa della Beata Vergine di Lourdes, a Eita
- Chiesa della Beata Vergine delle Valli, a Fusino
- Chiesa della Beata Vergine della Misericordia, a Valdisacco
- Chiesa di San Giovanni Battista, a Vernuga
- Chiesa di San Gregorio Magno, parrocchiale nuova di Ravoledo
- Chiesa di San Gregorio, antica parrocchiale di Ravoledo
- Chiesa di San Giacomo, edificata sopra la medievale chiesa dei Santi Giacomo e Colombano di Ravoledo
- Chiesa parrocchiale della Visitazione della Beata Vergine Maria a Tiolo

### Architetture civili e militari
- Villa Visconti-Venosta

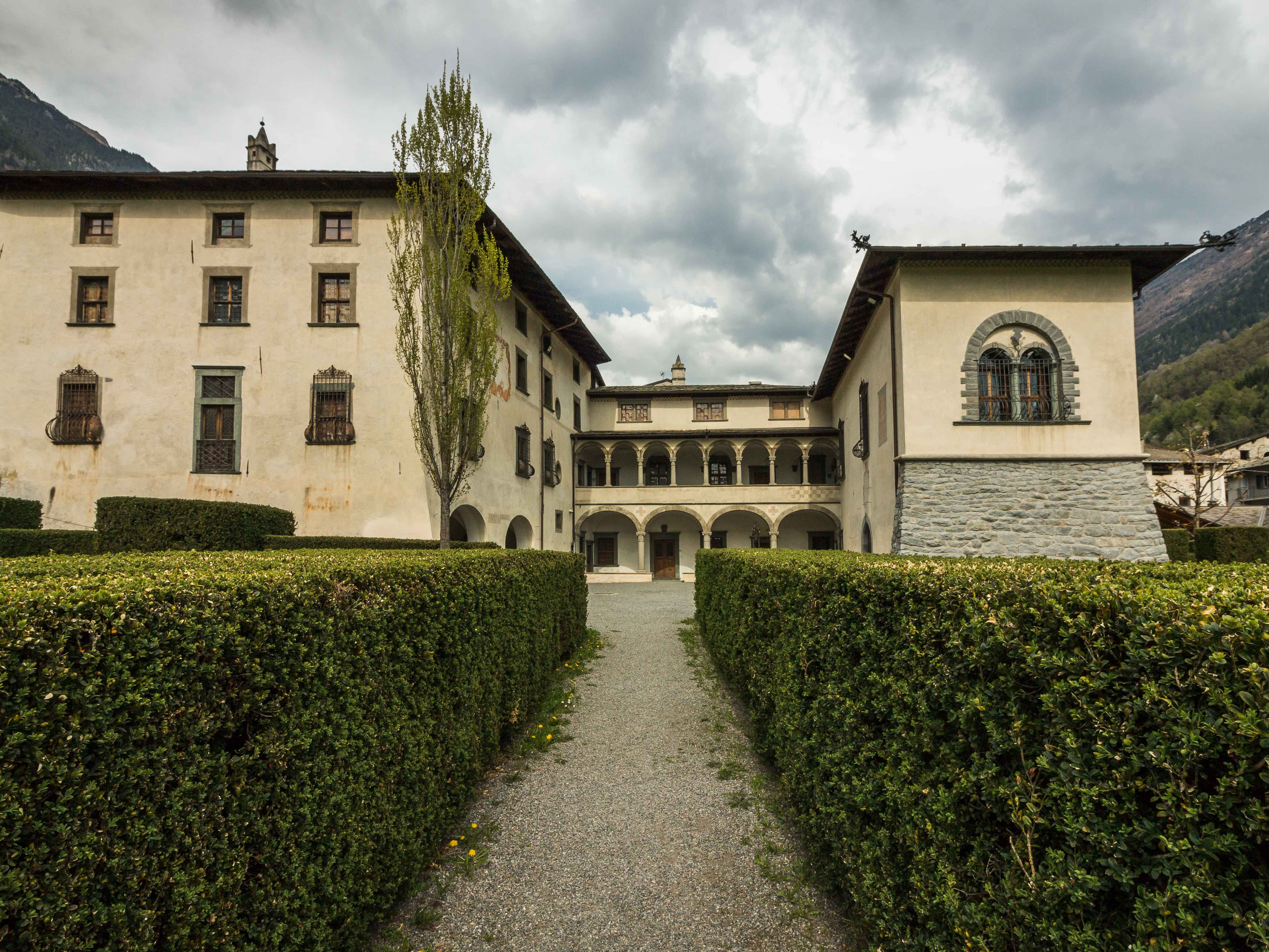
Villa Visconti-Venosta

Edificata nel XVI secolo, verso la fine dell'Ottocento la dimora fu ristrutturata da Emilio Visconti-Venosta, al quale si deve la realizzazione del loggiato e del salone di rappresentanza. Tra i corpi di fabbrica che compongono l'attuale struttura, la parte nord è quella più antica, in quanto conserva ancora elementi databili al XVIII secolo.
La villa presenta una pianta a "U" aperta verso il cortile, il quale introduce un ampio parco.
Al suo interno, la villa ospita una serie di arredi databili a partire dal XVI secolo, oltre a collezioni di ceramiche, dipinti e un archivio di antichi volumi appartenuti alla famiglia Venosta. 
- Castello di San Faustino

Del castello, edificato nel X secolo rimangono alcuni ruderi dominati dal campanile romanico della chiesetta di San Faustino.
- Castello Nuovo

Già residenza dei Visconti-Venosta, il complesso del Castello Nuovo è databile alla seconda metà del XIII secolo. Dell'antico complesso è possibile osservare il recinto fortificato, costruito a protezione di un edificio situato a una quota più elevata ma della quale rimane ben poco.

#### Interesse naturalistico
Nei dintorni di Grosio si trova il castagno di Bedognolo, che, con la sua circonferenza di 12 metri, è uno dei più grandi della regione 

## Società

### Evoluzione demografica
Abitanti censiti

## Economia

### Artigianato
Alla fine del XIX secolo, Grosio diede spazio all'allevamento del baco da seta. Nel 1871 alcuni locali della villa Visconti Venosta furono destinati alla bachicoltura, ma gli elevati costi di mantenimento dell'attività determinarono presto la cessazione di questa pratica, che avvenne nel 1876.
L'artigianato locale è incentrato sull'arte del merletto che si può ammirare nei costumi tradizionali, oltreché nella lavorazione del peltro finalizzata alla produzione di oggetti artistici, monili, trofei, vassoi e piatti.

## Amministrazione

### Gemellaggi
Il comune di Grosio è gemellato con:
- Lastra a Signa, dal 1989 [18].

### Altre informazioni amministrative
Il comune fa parte della Comunità Montana della Valtellina di Tirano.